# Вимірювання дебіту свердловин
Вимірювання дебіту свердловин (рос. измерение дебита скважин; англ. well production (rate) measurement; нім. Messung f der Bohrlochförderrate f) — вимірювання дебіту нафти, газу, води по свердловині, яке виконується зі встановленою періодичністю безпосередньо або біля свердловини за допомогою спеціальних пристроїв, або на груповому устаткуванні чи збірному пункті з допомогою автоматизованого групового устаткування типу «Супутник» і ін., з метою обліку видобувної продукції, контролю за станом свердловини і експлуатаційного обладнання.